# دفتر خاطرات دختر گمشده
دفتر خاطرات دختر گمشده (آلمانی: Tagebuch einer Verlorenen) یک فیلم درام صامت به کارگردانی گئورگ ویلهلم پابست محصول سال ۱۹۲۹ است.

## بازیگران
- لوئیز بروکس
- فریتس راسپ
- یوزف روونسکی
- زیگ آرنو
- کورت گرون
- سیبیل اشمیتس
- ورنر کراوس